# برشاوشان غلازيوفي
برشاوشان غلازيوفي (الاسم العلمي:Adiantum glaziovii) هو نوع من النباتات يتبع جنس البرشاوشان من الفصيلة الديشارية.